# Dècim Juni Pera
Dècim Juni Pera (en llatí: Decimus Junius D. f. D. n. Pera) va ser un magistrat romà. Formava part de la gens Júnia, i era de la branca familiar dels Pera.
Va ser elegit cònsol el 266 aC juntament amb Numeri Fabi Píctor, i va obtenir dos triomfs en aquest any, un sobre els sarsinats i el segon sobre els sal·lentins i messapis. Va ser més endavant censor, l'any 253 aC amb Luci Postumi Megel.
Sembla que cal identificar Dècim Juni Pera amb un dels dos germans pioners a organitzar combats de gladiadors a Roma. Segons recullen Valeri Màxim i Livi, a la mort de Dècim Juni Brutus Pera els seus fills, Marc (altrament desconegut) i Dècim, decidiren incloure un combat de gladiadors al Fòrum Boari entre els actes del funeral.